# Adam van Haren

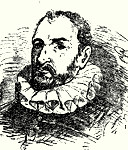
Adam van Haren

Adam van Haren (* 1540 in Valkenburg aan de Geul; † 3. Mai 1589 in Arnheim) war ein niederländischer Kapitän der Wassergeusen und Kammerherr von Wilhelm von Oranien.

## Leben und Wirken
Adam van Haren war der Sohn der Eheleute Everhard von Haren aus Aachen (um 1510 – um 1589) und Margriet (von) Hagen. Er war somit ein Nachkomme des Aachener Zweigs des alten Patriziergeschlechts Van Haren aus dem Herzogtum Limburg, deren Mitglieder über mehrere Generationen in Aachen ansässig und dort unter anderem als Schöffen oder Bürgermeister tätig waren. Adams Vater verließ Aachen aus politischen und religiösen Gründen, weil er sich offen für die neue Reformationsbewegung einsetzte. Er ließ sich zunächst auf seinen verschiedenen Gütern im Limburgischen nieder, wo auch Adam 1540 geboren wurde, bevor er von 1534 bis 1547 sowohl als Drost von Boxmeer als auch ab 1555 von Cranendonck ernannt wurde. 
Adam van Haren selbst, mittlerweile Gerichtsvollzieher in Cranendonck, schloss sich ebenso wie sein Vater um 1566 dem Verband der Edelleute an, der aus Mitgliedern des niederen Adels bestand und sich vor allem gegen die katholisch geprägte Herrschaft der spanischen Regierung in den Niederlanden unter Herzog von Alba zur Wehr setzten. Sie forderten von Herzog Alba vor allem die Beendigung der Inquisition und der Verfolgung der Protestanten sowie die Wiederherstellung ihrer ständischen Freiheiten. Van Haren beteiligte sich einige Monate später unter anderem auch an dem Reformatorischen Bildersturm in Eindhoven, der eng mit der Ausbreitung des Calvinismus in den Niederlanden und Frankreich verbunden war, musste aber daraufhin mit seinem Vater zunächst in Dillenburg, der Residenzstadt der Grafschaft Nassau-Dillenburg Zuflucht finden. Dennoch versuchte Adam van Haren ein Jahr später mit seiner Frau und seinen Kindern in die Provinz Friesland im Norden der Niederlande zurückzukehren, um auf Seiten der Calvinisten gegen die Truppen Albas am mittlerweile ausgebrochenen Achtzigjährigen Krieg teilzunehmen, wurde aber bereits am 13. Oktober 1568 wegen seiner verschiedenen Aktivitäten aus dem Reich verbannt. 

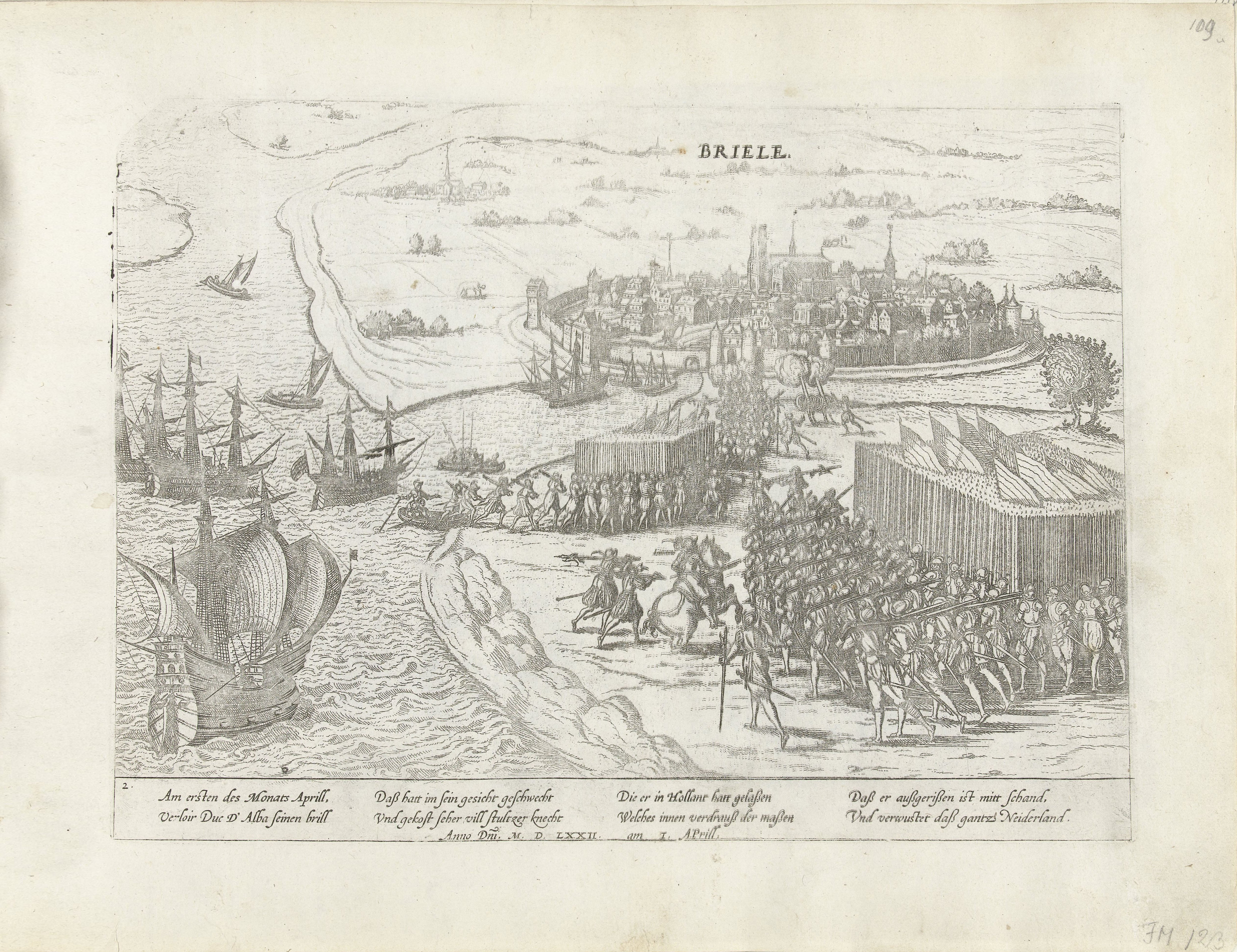
Die Eroberung von Brielle durch die Wassergeusen am 1. April 1572. (Stich von Frans Hogenberg)

1571 schloss sich van Haren den Wassergeusen an und trat als Hauptmann Daam und Kapitän eines Schiffes im März 1572 zunächst vor England in Erscheinung. Wenige Wochen später, am 1. April, war er an der Eroberung von Brielle beteiligt, der ersten Stadt, die durch die Wassergeusen von der spanischen Herrschaft befreit wurde. Dafür wurde van Haren von Wilhelm II. von der Marck, dem Admiral der Wassergeusen, mit dem „Hartsvangerschwert“ geehrt. 
Van Haren ließ sich nun mit seiner Familie in Brielle nieder und wurde 1580 zum Rats- und Kammerherrn des niederländischen Statthalters Wilhelm von Oranien berufen. Nach dessen Tod im Jahr 1584 wurde er zum Hofmeister des friesischen Statthalters Graf Wilhelm Ludwig von Nassau-Dillenburg in Leeuwarden ernannt. Am 3. Mai 1589 verstarb Adam van Haren in Arnheim und wurde in der Kirche von Leeuwarden begraben. Er hinterließ seine Frau Margrit Coenen (1541–1608) sowie mehrere unmündige Kinder, die unter der Vormundschaft des Johann VI. von Nassau-Dillenburg, eines Bruders von Wilhelm von Oranien, heranwuchsen. Der bekannteste von ihnen wurde Willem van Haren (1581–1649), der in Diensten von Johann VI. zum Oberstallmeister aufstieg und zum Rat der niederländischen Generalstaaten ernannt wurde.
Adam van Haren hatte über seine Zeit als Kapitän der Wassergeusen Tagebuch geführt, welches allerdings einige Generationen später im Jahr 1732 bei einem Brand im Haus der Familie in Sint Annaparochie verloren gegangen ist.